# Jacques Marinelli
Jacques Marinelli (Le Blanco-Mesnil, 15 de diciembre de 1925-3 de julio de 2025) fue un ciclista francés, que fue profesional entre 1948 y 1955.

## Carrera deportiva
Durante los años de profesional consiguió seis victorias. Con todo, los mayores éxitos los consiguió en el Tour de Francia 1949, cuando llevó seis días el maillot amarillo.
Fue el primer ciclista en mantener una crónica cotidiana en el diario L'Équipe en 1949, sobre su experiencia en el Tour de Francia. El resultado fue muy positivo y las crónicas provocaron récords de ventas en el diario.
Al retirarse del ciclismo fue elegido alcalde de Melun.

## Palmarés
1949
- 3º en el Tour de Francia

1950
- 2 etapas del Critèrium del Dauphiné Libéré

## Resultados en Grandes Vueltas y Campeonatos del Mundo
Durante su carrera deportiva consiguió los siguientes puestos en las Grandes Vueltas y en los Campeonatos del Mundo en carretera:
| Carrera         | 1948 | 1949 | 1950 | 1951 | 1952 | 1953 | 1954 | 1955 |
| --------------- | ---- | ---- | ---- | ---- | ---- | ---- | ---- | ---- |
| Giro de Italia  | -    | -    | -    | 71.º | -    | -    | -    | -    |
| Tour de Francia | Ab.  | 3º   | Ab.  | Ab.  | 32.º | -    | Ab.  | -    |
| Vuelta a España | -    | X    | -    | X    | X    | X    | X    | -    |
| Mundial en ruta | -    | -    | -    | -    | -    | -    | -    | -    |

-: No participa

Ab.: Abandono